# Santadi
Santadi (sardinsky: Santàdi) je italská obec (comune) v provincii Sud Sardegna v regionu Sardinie. Nachází se ve výšce 135 metrů nad mořem a má přibližně 3 200 obyvatel. Rozloha obce je 116,49 km².